# Radka Franczak
Radka Franczak (ur. 26 stycznia 1977) – polska pisarka i realizatorka filmów dokumentalnych.
Absolwentka PWSFTviT w Łodzi. Ukończyła też kurs reżyserii filmów dokumentalnych w Szkole Wajdy. Debiut literacki Serce przyniósł jej finał Nagrody Literackiej „Nike”.

## Filmy dokumentalne
- Gdzie jest Sonia? (2012) - reżyseria, scenariusz, zdjęcia, montaż

## Książki
- Serce (Wydawnictwo Marginesy, Warszawa 2016)

## Nagrody i nominacje
- 2012: Brązowe Grono na Lubuskim Lecie Filmowym w Łagowie za film Gdzie jest Sonia?
- 2012: Srebrny Zamek na Międzynarodowym Festiwalu „Off Cinema” w Poznaniu za film Gdzie jest Sonia?
- 2017: finał Nagrody Literackiej „Nike” za powieść Serce[1][2]